# Lovesongs (They Kill Me)
A Lovesongs (they kill me) a Cinema Bizarre 2007-ben megjelent kislemeze, mely az első kislemez Final Attraction című albumáról. Ez volt a legsikeresebb kislemez a három kislemez közül. A videó klipet 2007 augusztusában forgatták, és 3:44 perces.

## Dal lista
CD Verzió
1. "Lovesongs (They Kill Me)" – 3:44
2. "Escape To The Stars (Rough Edge Mix)" – 4:13

Maxi verzió
1. "Lovesongs (They Kill Me)" – 3:44
2. "She Waits For Me" – 3:13
3. "Lovesongs (They Kill Me) (Kyau & Albert Remix)" – 6:36
4. "Lovesongs (They Kill Me) (Instrumental)" – 3:44

Deluxe verzió
1. "Lovesongs (They Kill Me) (Album Version)" – 3:44
2. "Lovesongs (They Kill Me) (Hot Like Me, Freak Like Me Club Mix)"
3. "Lovesongs (They Kill Me) (Extended Remix)"
4. "Lovesongs (They Kill Me) (Iamx Remix)"

## Listás helyezések
| Listák (2009)     | Helyezések |
| ----------------- | ---------- |
| Osztrák Dal Lista | 32         |
| Francia Dal Lista | 28         |
| Német Dal Lista   | 9          |

## Külső hivatkozások
- acharts.us